# Professor emérito
Professor emérito é um título honorífico conferido por uma entidade de ensino  a seus professores já aposentados, que atingiram alto grau de projeção no exercício de sua atividade acadêmica.
É concedido de forma rigorosa, àqueles profissionais que se destacaram em sua área de atuação, pela relevância e/ou magnitude de sua produção e atividade científica, desfrutando de grande reconhecimento pela comunidade acadêmica.